# 3. Liga 2016-17
La temporada 2016-17 de la 3. Liga correspondió a la 9ª edición de la Tercera División de Alemania. La fase regular comenzó a disputarse el 29 de julio de 2016 y terminó el 20 de mayo de 2017.

## Sistema de competición
Participaron en la 3. Liga 20 clubes que, siguiendo un calendario establecido por sorteo, se enfrentaron entre sí en dos partidos, uno en terreno propio y otro en campo contrario. El ganador de cada partido tuvo tres puntos, el empate otorgó un punto y la derrota, cero puntos.
El torneo se disputó entre los meses de julio de 2016 y mayo de 2017. Al término de la temporada, los dos primeros clasificados ascendieron a la 2. Bundesliga, y el tercer clasificado disputó su ascenso con el antepenúltimo clasificado de la 2. Bundesliga. Los tres últimos descendieron a la Regionalliga.

## Relevo anual de clubes
| Pos   | Descendidos de la 2. Bundesliga |
| ----- | ------------------------------- |
| Prom. | Duisburgo                       |
| 17.º  | FSV Fráncfort                   |
| 18.º  | Paderborn 07                    |

| Pos   | Ascendidos de la 3. Liga |
| ----- | ------------------------ |
| 1.º   | Dinamo Dresde            |
| 2.º   | Erzgebirge Aue           |
| Prom. | Wurzburgo Kickers        |

| Pos  | Descendidos de la 3. Liga |
| ---- | ------------------------- |
| 18.° | Stuttgarter Kickers       |
| 19.º | Energie Cottbus           |
| 20.º | Stuttgart II              |

| Pos   | Ascendidos de la Regionalliga |
| ----- | ----------------------------- |
| Prom. | Jahn Ratisbona                |
| Prom. | Zwickau                       |
| Prom. | Sportfreunde Lotte            |

### Clubes participantes
| Club                    | Ciudad             | Estadio                       | Aforo  |
| ----------------------- | ------------------ | ----------------------------- | ------ |
| 1. FC Magdeburg         | Magdeburgo         | MDCC-Arena                    | 27.250 |
| 1. FSV Maguncia 05 II   | Maguncia           | Bruchwegstadion               | 20.300 |
| Chemnitzer FC           | Chemnitz           | community4you ARENA           | 18.712 |
| F.C. Hansa Rostock      | Rostock            | Ostseestadion                 | 29.000 |
| FC Rot-Weiß Erfurt      | Erfurt             | Steigerwaldstadion            | 19.439 |
| FSV Frankfurt           | Fráncfort del Meno | Frankfurter Volksbank Stadion | 10.826 |
| FSV Zwickau             | Zwickau            | Stadion Zwickau               | 10.049 |
| Hallescher FC           | Halle              | Erdgas Sportpark              | 15.057 |
| Holstein Kiel           | Kiel               | Holstein-Stadion              | 11.522 |
| MSV Duisburgo           | Duisburgo          | Schauinsland-Reisen-Arena     | 31.514 |
| SC Fortuna Köln         | Colonia            | Südstadion                    | 12.000 |
| SC Paderborn 07         | Paderborn          | Benteler-Arena                | 15.000 |
| SC Preußen Münster      | Münster            | Preußenstadion                | 15.050 |
| SG Sonnenhof Großaspach | Aspach             | Mechatronik Arena             | 7.768  |
| Sportfreunde Lotte      | Lotte              | FRIMO Stadion                 | 7.474  |
| SSV Jahn Regensburg     | Ratisbona          | Continental Arena             | 15.224 |
| SV Werder Bremen II     | Bremen             | Weserstadion Platz 11         | 5.500  |
| SV Wehen Wiesbaden      | Wiesbaden          | BRITA-Arena                   | 12.250 |
| VfR Aalen               | Aalen              | Scholz-Arena                  | 13.251 |
| VfL Osnabrück           | Osnabrück          | Osnatel-Arena                 | 16.667 |

### Equipos porLänder
| Región                      | N.º | Equipos                                                                     |
| --------------------------- | --- | --------------------------------------------------------------------------- |
| Renania del Norte-Westfalia | 5   | Duisburgo, Fortuna Köln, Paderborn 07, Preußen Münster y Sportfreunde Lotte |
| Baden-Württemberg           | 2   | Sonnenhof Großaspach y Aalen                                                |
| Sajonia                     | 2   | Chemnitzer y Zwickau                                                        |
| Sajonia Anhalt              | 2   | Magdeburg y Hallescher                                                      |
| Hesse                       | 2   | Frankfurt y Wehen Wiesbaden                                                 |
| Baviera                     | 1   | Jahn Regensburg                                                             |
| Baja Sajonia                | 1   | Osnabrück                                                                   |
| Renania-Palatinado          | 1   | Mainz 05 II                                                                 |
| Mecklemburgo-Pomerania      | 1   | Hansa Rostock                                                               |
| Turingia                    | 1   | Rot-Weiß Erfurt                                                             |
| Schleswig-Holstein          | 1   | Holstein Kiel                                                               |
| Bremen                      | 1   | Werder Bremen II                                                            |

## Clasificación
- Actualizado el 20 de mayo de 2017.

|  |     | Equipo               | PJ | PG | PE | PP | GF | GC | DG  | PTS |
|  | --- | -------------------- | -- | -- | -- | -- | -- | -- | --- | --- |
|  | 1.  | Duisburgo            | 38 | 18 | 14 | 6  | 52 | 32 | +20 | 68  |
|  | 2.  | Holstein Kiel        | 38 | 18 | 13 | 7  | 59 | 25 | +34 | 67  |
|  | 3.  | Jahn Regensburg      | 38 | 18 | 9  | 11 | 62 | 50 | +12 | 63  |
|  | 4.  | Magdeburgo           | 38 | 16 | 13 | 9  | 53 | 36 | +17 | 61  |
|  | 5.  | Zwickau              | 38 | 16 | 8  | 14 | 47 | 54 | -7  | 56  |
|  | 6.  | Osnabrück            | 38 | 15 | 9  | 14 | 46 | 43 | +3  | 54  |
|  | 7.  | Wehen Wiesbaden      | 38 | 14 | 11 | 13 | 45 | 42 | +3  | 53  |
|  | 8.  | Chemnitzer FC        | 38 | 14 | 10 | 14 | 54 | 51 | +3  | 52  |
|  | 9.  | Preußen Münster      | 38 | 15 | 6  | 17 | 49 | 43 | +6  | 51  |
|  | 10. | Sonnenhof Großaspach | 38 | 14 | 9  | 15 | 48 | 48 | 0   | 51  |
|  | 11. | Aalen                | 38 | 14 | 15 | 9  | 52 | 36 | +16 | 48  |
|  | 12. | Sportfreunde Lotte   | 38 | 13 | 9  | 16 | 46 | 47 | -1  | 48  |
|  | 13. | Hallescher FC        | 38 | 10 | 18 | 10 | 34 | 39 | -5  | 48  |
|  | 14. | Rot-Weiß Erfurt      | 38 | 12 | 11 | 15 | 34 | 47 | -13 | 47  |
|  | 15. | Hansa Rostock        | 38 | 10 | 16 | 12 | 44 | 46 | -2  | 46  |
|  | 16. | Fortuna Colonia      | 38 | 12 | 10 | 16 | 37 | 59 | -22 | 46  |
|  | 17. | Werder Bremen II     | 38 | 12 | 9  | 17 | 32 | 48 | -16 | 45  |
|  | 18. | Paderborn 07         | 38 | 12 | 8  | 18 | 38 | 57 | -19 | 44  |
|  | 19. | Mainz 05 II          | 38 | 11 | 7  | 20 | 41 | 58 | -17 | 40  |
|  | 20. | FSV Frankfurt        | 38 | 7  | 13 | 18 | 38 | 50 | -12 | 25  |

| Leyenda |                                               |
|         | Asciende a 2. Bundesliga 2017-18.             |
|         | Promoción de ascenso a 2. Bundesliga 2017-18. |
|         | Desciende a Regionalliga 2017-18.             |

## Evolución de las posiciones
- Actualizado el 13 de mayo de 2017.

| Equipo / Jornada     | 1  | 2  | 3  | 4  | 5  | 6  | 7  | 8  | 9  | 10 | 11 | 12 | 13 | 14 | 15 | 16 | 17 | 18 | 19 | 20 | 21 | 22 | 23 | 24 | 25 | 26 | 27 | 28 | 29 | 30 | 31 | 32 | 33 | 34 | 35 | 36 | 37 | 38 |
| Equipo / Jornada     |    |    |    |    |    |    |    |    |    |    |    |    |    |    |    |    |    |    |    |    |    |    |    |    |    |    |    |    |    |    |    |    |    |    |    |    |    |    |
| -------------------- | -- | -- | -- | -- | -- | -- | -- | -- | -- | -- | -- | -- | -- | -- | -- | -- | -- | -- | -- | -- | -- | -- | -- | -- | -- | -- | -- | -- | -- | -- | -- | -- | -- | -- | -- | -- | -- | -- |
| Duisburgo            | 6  | 6  | 5  | 1  | 1  | 1  | 2  | 3  | 1  | 1  | 1  | 1  | 1  | 1  | 1  | 1  | 1  | 1  | 1  | 1  | 1  | 1  | 1  | 1  | 1  | 1  | 1  | 1  | 1  | 1  | 1  | 1  | 1  | 1  | 1  | 1  | 1  | 1  |
| Holstein Kiel        | 11 | 15 | 8  | 14 | 10 | 8  | 10 | 9  | 5  | 11 | 5  | 6  | 9  | 9  | 10 | 6  | 4  | 6  | 6  | 7  | 8  | 10 | 8  | 10 | 6  | 10 | 7  | 5  | 4  | 4  | 3  | 2  | 3  | 2  | 2  | 2  | 2  | 2  |
| Jahn Regensburg      | 4  | 2  | 1  | 2  | 3  | 9  | 7  | 10 | 7  | 4  | 8  | 11 | 12 | 15 | 12 | 12 | 15 | 12 | 11 | 11 | 11 | 11 | 9  | 3  | 3  | 4  | 6  | 4  | 5  | 5  | 5  | 4  | 2  | 4  | 4  | 4  | 3  | 3  |
| Magdeburgo           | 18 | 19 | 13 | 17 | 17 | 19 | 15 | 12 | 10 | 9  | 12 | 13 | 14 | 13 | 11 | 8  | 5  | 3  | 2  | 3  | 3  | 3  | 2  | 2  | 2  | 2  | 2  | 2  | 2  | 2  | 2  | 3  | 4  | 3  | 3  | 3  | 4  | 4  |
| Zwickau              | 9  | 12 | 17 | 15 | 16 | 17 | 17 | 17 | 18 | 18 | 19 | 18 | 18 | 18 | 19 | 19 | 19 | 19 | 19 | 19 | 19 | 18 | 19 | 19 | 15 | 15 | 11 | 12 | 10 | 8  | 7  | 5  | 7  | 6  | 6  | 6  | 5  | 5  |
| Osnabrück            | 7  | 7  | 4  | 5  | 8  | 7  | 3  | 2  | 3  | 5  | 2  | 2  | 2  | 2  | 4  | 2  | 2  | 2  | 3  | 2  | 2  | 2  | 3  | 4  | 8  | 6  | 9  | 6  | 3  | 3  | 4  | 6  | 6  | 5  | 5  | 5  | 6  | 6  |
| Wehen Wiesbaden      | 14 | 16 | 7  | 6  | 9  | 11 | 9  | 5  | 8  | 8  | 6  | 8  | 11 | 14 | 15 | 15 | 17 | 18 | 18 | 17 | 18 | 19 | 18 | 16 | 14 | 12 | 16 | 14 | 16 | 13 | 15 | 15 | 15 | 14 | 14 | 13 | 9  | 7  |
| Chemnitzer FC        | 12 | 11 | 6  | 7  | 11 | 13 | 11 | 15 | 13 | 14 | 14 | 7  | 10 | 3  | 5  | 3  | 6  | 7  | 5  | 6  | 6  | 5  | 5  | 6  | 4  | 8  | 5  | 8  | 8  | 6  | 8  | 8  | 8  | 8  | 8  | 9  | 10 | 8  |
| Preußen Münster      | 16 | 18 | 19 | 20 | 18 | 20 | 20 | 20 | 19 | 19 | 18 | 20 | 20 | 19 | 18 | 17 | 14 | 15 | 16 | 18 | 17 | 17 | 16 | 18 | 18 | 18 | 17 | 17 | 12 | 14 | 12 | 14 | 12 | 12 | 9  | 7  | 7  | 9  |
| Sonnenhof Großaspach | 13 | 13 | 15 | 10 | 5  | 4  | 6  | 7  | 12 | 10 | 13 | 15 | 15 | 11 | 13 | 14 | 12 | 9  | 7  | 8  | 9  | 7  | 11 | 9  | 5  | 9  | 10 | 11 | 9  | 7  | 6  | 7  | 5  | 7  | 7  | 8  | 8  | 10 |
| Aalen                | 5  | 3  | 2  | 4  | 2  | 2  | 4  | 4  | 6  | 2  | 3  | 3  | 3  | 4  | 6  | 7  | 7  | 10 | 8  | 9  | 10 | 9  | 7  | 8  | 9  | 7  | 3  | 3  | 15 | 12 | 11 | 13 | 11 | 13 | 10 | 11 | 11 | 11 |
| Sportfreunde Lotte   | 3  | 5  | 10 | 9  | 6  | 5  | 1  | 1  | 2  | 3  | 4  | 4  | 4  | 5  | 2  | 4  | 8  | 5  | 9  | 10 | 7  | 8  | 6  | 7  | 10 | 3  | 4  | 7  | 6  | 9  | 9  | 11 | 10 | 11 | 13 | 12 | 12 | 12 |
| Hallescher FC        | 2  | 4  | 9  | 11 | 15 | 10 | 12 | 13 | 11 | 12 | 7  | 9  | 5  | 6  | 3  | 5  | 3  | 4  | 4  | 4  | 4  | 4  | 4  | 5  | 7  | 5  | 8  | 9  | 7  | 10 | 10 | 9  | 9  | 10 | 11 | 10 | 13 | 13 |
| Rot-Weiß Erfurt      | 19 | 10 | 12 | 13 | 7  | 6  | 8  | 11 | 15 | 15 | 15 | 16 | 13 | 12 | 14 | 16 | 13 | 14 | 15 | 16 | 15 | 15 | 17 | 14 | 16 | 16 | 12 | 15 | 14 | 16 | 16 | 16 | 16 | 16 | 16 | 16 | 16 | 14 |
| Hansa Rostock        | 17 | 9  | 11 | 12 | 12 | 12 | 16 | 14 | 9  | 7  | 11 | 5  | 7  | 8  | 9  | 10 | 10 | 8  | 13 | 13 | 13 | 12 | 12 | 12 | 11 | 14 | 15 | 13 | 13 | 15 | 14 | 12 | 13 | 9  | 12 | 14 | 14 | 15 |
| Fortuna Colonia      | 1  | 1  | 3  | 3  | 4  | 3  | 5  | 6  | 4  | 6  | 9  | 12 | 8  | 10 | 7  | 9  | 9  | 11 | 10 | 5  | 5  | 6  | 10 | 11 | 12 | 13 | 14 | 10 | 11 | 11 | 13 | 10 | 14 | 15 | 15 | 15 | 15 | 16 |
| Werder Bremen II     | 20 | 20 | 20 | 8  | 14 | 15 | 14 | 16 | 17 | 17 | 17 | 17 | 17 | 17 | 16 | 13 | 16 | 16 | 17 | 14 | 16 | 16 | 13 | 13 | 13 | 11 | 13 | 16 | 17 | 17 | 17 | 17 | 17 | 17 | 18 | 18 | 18 | 17 |
| Paderborn 07         | 15 | 8  | 14 | 18 | 13 | 14 | 13 | 8  | 14 | 16 | 16 | 14 | 16 | 16 | 17 | 18 | 18 | 17 | 14 | 15 | 14 | 13 | 14 | 17 | 19 | 19 | 19 | 19 | 19 | 19 | 19 | 18 | 19 | 18 | 17 | 17 | 17 | 18 |
| Maguncia 05 II       | 8  | 17 | 16 | 19 | 20 | 18 | 18 | 19 | 20 | 20 | 20 | 19 | 19 | 20 | 20 | 20 | 20 | 20 | 20 | 20 | 20 | 20 | 20 | 20 | 20 | 20 | 20 | 20 | 20 | 20 | 20 | 20 | 20 | 20 | 20 | 19 | 19 | 19 |
| FSV Frankfurt        | 10 | 14 | 18 | 16 | 19 | 16 | 19 | 18 | 16 | 13 | 10 | 10 | 6  | 7  | 8  | 11 | 11 | 13 | 12 | 12 | 12 | 14 | 15 | 15 | 17 | 17 | 18 | 18 | 18 | 18 | 18 | 19 | 18 | 19 | 19 | 20 | 20 | 20 |

## Resultados
- Los horarios corresponden al huso horario de Alemania (Hora central europea): UTC+1 en horario estándar y UTC+2 en horario de verano

### Primera vuelta
| Duisburgo        | 1 - 0 | Paderborn 07         | Schauinsland-Reisen-Arena | 29 de julio | 20:30 |
| Chemnitzer FC    | 0 - 0 | Sonnenhof Großaspach | community4you ARENA       | 30 de julio | 14:00 |
| Rot-Weiß Erfurt  | 0 - 3 | Hallescher FC        | Steigerwaldstadion        | 30 de julio | 14:00 |
| Holstein Kiel    | 1 - 1 | FSV Frankfurt        | Holstein-Stadion          | 30 de julio | 14:00 |
| Wehen Wiesbaden  | 1 - 2 | Aalen                | BRITA-Arena               | 30 de julio | 14:00 |
| Maguncia 05 II   | 2 - 2 | Zwickau              | Bruchwegstadion           | 30 de julio | 14:00 |
| Jahn Regensburg  | 2 - 0 | Hansa Rostock        | Continental Arena         | 30 de julio | 14:00 |
| Preußen Münster  | 0 - 1 | Osnabrück            | Preußenstadion            | 31 de julio | 14:00 |
| Werder Bremen II | 0 - 3 | Sportfreunde Lotte   | Weserstadion Platz 11     | 31 de julio | 14:00 |
| Magdeburgo       | 0 - 3 | Fortuna Colonia      | MDCC-Arena                | 31 de julio | 14:00 |

| Fortuna Colonia      | 2 - 0 | Werder Bremen II | Südstadion                    | 5 de agosto     | 19:00 |
| Hansa Rostock        | 1 - 0 | Preußen Münster  | Ostseestadion                 | 5 de agosto     | 19:00 |
| Paderborn 07         | 3 - 1 | Maguncia 05 II   | Benteler-Arena                | 6 de agosto     | 14:00 |
| Sportfreunde Lotte   | 0 - 0 | Wehen Wiesbaden  | FRIMO Stadion                 | 6 de agosto     | 14:00 |
| Aalen                | 1 - 0 | Holstein Kiel    | Scholz-Arena                  | 6 de agosto     | 14:00 |
| FSV Frankfurt        | 0 - 1 | Rot-Weiß Erfurt  | Frankfurter Volksbank Stadion | 6 de agosto     | 14:00 |
| Hallescher FC        | 1 - 1 | Chemnitzer FC    | Erdgas Sportpark              | 6 de agosto     | 14:00 |
| Sonnenhof Großaspach | 3 - 4 | Jahn Regensburg  | Mechatronik Arena             | 7 de agosto     | 14:00 |
| Osnabrück            | 1 - 1 | Duisburgo        | Osnatel-Arena                 | 7 de agosto     | 14:00 |
| Zwickau              | 0 - 0 | Magdeburgo       | Stadion Zwickau               | 1 de septiembre | 19:00 |

| Rot-Weiß Erfurt  | 0 - 0 | Aalen                | Steigerwaldstadion    | 9 de agosto  | 18:30 |
| Holstein Kiel    | 3 - 1 | Sportfreunde Lotte   | Holstein-Stadion      | 9 de agosto  | 19:00 |
| Wehen Wiesbaden  | 3 - 0 | Fortuna Colonia      | BRITA-Arena           | 9 de agosto  | 19:00 |
| Magdeburgo       | 3 - 0 | Paderborn 07         | MDCC-Arena            | 9 de agosto  | 19:00 |
| Werder Bremen II | 1 - 3 | Zwickau              | Weserstadion Platz 11 | 10 de agosto | 18:30 |
| Maguncia 05 II   | 2 - 2 | Osnabrück            | Bruchwegstadion       | 10 de agosto | 12:00 |
| Preußen Münster  | 1 - 1 | Duisburgo            | Preußenstadion        | 10 de agosto | 12:00 |
| Chemnitzer FC    | 2 - 1 | FSV Frankfurt        | community4you ARENA   | 10 de agosto | 12:00 |
| Hansa Rostock    | 0 - 0 | Sonnenhof Großaspach | Ostseestadion         | 10 de agosto | 12:00 |
| Jahn Regensburg  | 2 - 0 | Hallescher FC        | Continental Arena     | 10 de agosto | 12:00 |

| Sportfreunde Lotte   | 2 - 2 | Rot-Weiß Erfurt  | FRIMO Stadion                 | 12 de agosto | 19:00 |
| Paderborn 07         | 1 - 2 | Werder Bremen II | Benteler-Arena                | 13 de agosto | 14:00 |
| Zwickau              | 0 - 3 | Wehen Wiesbaden  | DDV-Stadiom                   | 13 de agosto | 14:00 |
| Fortuna Colonia      | 1 - 0 | Holstein Kiel    | Südstadion                    | 13 de agosto | 14:00 |
| FSV Frankfurt        | 1 - 1 | Jahn Regensburg  | Frankfurter Volksbank Stadion | 13 de agosto | 14:00 |
| Hallescher FC        | 0 - 0 | Hansa Rostock    | Erdgas Sportpark              | 13 de agosto | 14:00 |
| Sonnenhof Großaspach | 2 - 0 | Preußen Münster  | Mechatronik Arena             | 13 de agosto | 14:00 |
| Duisburgo            | 4 - 0 | Maguncia 05 II   | Schauinsland-Reisen-Arena     | 13 de agosto | 14:00 |
| Osnabrück            | 3 - 2 | Magdeburgo       | Osnatel-Arena                 | 13 de agosto | 14:00 |
| Aalen                | 2 - 2 | Chemnitzer FC    | Scholz-Arena                  | 14 de agosto | 14:00 |

| Magdeburgo           | 1 - 2 | Duisburgo          | MDCC-Arena            | 26 de agosto | 18:30 |
| Werder Bremen II     | 4 - 2 | Osnabrück          | Weserstadion Platz 11 | 26 de agosto | 19:00 |
| Preußen Münster      | 1 - 0 | Maguncia 05 II     | Preußenstadion        | 27 de agosto | 14:00 |
| Chemnitzer FC        | 0 - 1 | Sportfreunde Lotte | community4you ARENA   | 27 de agosto | 14:00 |
| Rot-Weiß Erfurt      | 3 - 0 | Fortuna Colonia    | Steigerwaldstadion    | 27 de agosto | 14:00 |
| Holstein Kiel        | 3 - 0 | Zwickau            | Holstein-Stadion      | 27 de agosto | 14:00 |
| Wehen Wiesbaden      | 1 - 2 | Paderborn 07       | BRITA-Arena           | 27 de agosto | 14:00 |
| Sonnenhof Großaspach | 3 - 0 | Hallescher FC      | Mechatronik Arena     | 27 de agosto | 14:00 |
| Hansa Rostock        | 1 - 1 | FSV Frankfurt      | Ostseestadion         | 27 de agosto | 14:00 |
| Jahn Regensburg      | 0 - 2 | Aalen              | Continental Arena     | 27 de agosto | 14:00 |

| Aalen              | 1 - 1 | Hansa Rostock        | Scholz-Arena                  | 9 de septiembre  | 18:00 |
| Hallescher FC      | 2 - 1 | Preußen Münster      | Erdgas Sportpark              | 9 de septiembre  | 18:30 |
| Osnabrück          | 1 - 0 | Wehen Wiesbaden      | Osnatel-Arena                 | 9 de septiembre  | 19:00 |
| Fortuna Colonia    | 1 - 0 | Chemnitzer FC        | Südstadion                    | 10 de septiembre | 14:00 |
| Sportfreunde Lotte | 3 - 2 | Jahn Regensburg      | FRIMO Stadion                 | 10 de septiembre | 14:00 |
| FSV Frankfurt      | 1 - 3 | Sonnenhof Großaspach | Frankfurter Volksbank Stadion | 10 de septiembre | 14:00 |
| Mainz 05 II        | 1 - 0 | Magdeburgo           | Bruchwegstadion               | 10 de septiembre | 14:00 |
| Duisburgo          | 1 - 0 | Werder Bremen II     | Schauinsland-Reisen-Arena     | 10 de septiembre | 14:00 |
| Paderborn 07       | 1 - 3 | Holstein Kiel        | Benteler-Arena                | 11 de septiembre | 14:00 |
| Zwickau            | 1 - 2 | Rot-Weiß Erfurt      | Stadion Zwickau               | 11 de septiembre | 14:00 |

| Chemnitzer FC        | 1 - 0 | Zwickau            | community4you ARENA   | 16 de septiembre | 19:00 |
| Holstein Kiel        | 0 - 1 | Osnabrück          | Holstein-Stadion      | 16 de septiembre | 19:00 |
| Wehen Wiesbaden      | 3 - 0 | Duisburgo          | BRITA-Arena           | 16 de septiembre | 19:00 |
| Preußen Münster      | 2 - 3 | Magdeburgo         | Preußenstadion        | 17 de septiembre | 14:00 |
| Rot-Weiß Erfurt      | 1 - 3 | Paderborn 07       | Steigerwaldstadion    | 17 de septiembre | 14:00 |
| Werder Bremen II     | 2 - 1 | Maguncia 05 II     | Weserstadion Platz 11 | 17 de septiembre | 14:00 |
| Hallescher FC        | 1 - 1 | FSV Frankfurt      | Erdgas Sportpark      | 17 de septiembre | 14:00 |
| Sonnenhof Großaspach | 2 - 2 | Aalen              | Mechatronik Arena     | 17 de septiembre | 14:00 |
| Hansa Rostock        | 1 - 3 | Sportfreunde Lotte | Ostseestadion         | 17 de septiembre | 14:00 |
| Jahn Regensburg      | 2 - 2 | Fortuna Colonia    | Continental Arena     | 17 de septiembre | 14:00 |

| Zwickau            | 4 - 0 | Jahn Regensburg      | Stadion Zwickau               | 20 de septiembre | 18:30 |
| Aalen              | 1 - 1 | Hallescher FC        | Scholz-Arena                  | 20 de septiembre | 18:30 |
| Osnabrück          | 3 - 0 | Rot-Weiß Erfurt      | Osnatel-Arena                 | 20 de septiembre | 18:30 |
| Duisburgo          | 0 - 0 | Holstein Kiel        | Schauinsland-Reisen-Arena     | 20 de septiembre | 19:00 |
| Paderborn 07       | 4 - 2 | Chemnitzer FC        | Benteler-Arena                | 21 de septiembre | 18:30 |
| Magdeburgo         | 2 - 0 | Werder Bremen II     | MDCC-Arena                    | 21 de septiembre | 18:30 |
| Fortuna Colonia    | 0 - 2 | Hansa Rostock        | Südstadion                    | 21 de septiembre | 19:00 |
| Sportfreunde Lotte | 2 - 1 | Sonnenhof Großaspach | FRIMO Stadion                 | 21 de septiembre | 19:00 |
| FSV Frankfurt      | 4 - 1 | Preußen Münster      | Frankfurter Volksbank Stadion | 21 de septiembre | 19:00 |
| Maguncia 05 II     | 1 - 2 | Wehen Wiesbaden      | Bruchwegstadion               | 21 de septiembre | 19:00 |

| Preußen Münster      | 4 - 0 | Werder Bremen II   | Preußenstadion                | 24 de septiembre | 14:00 |
| Chemnitzer FC        | 3 - 0 | Osnabrück          | community4you ARENA           | 24 de septiembre | 14:00 |
| Holstein Kiel        | 3 - 0 | Maguncia 05 II     | Holstein-Stadion              | 24 de septiembre | 14:00 |
| FSV Frankfurt        | 2 - 1 | Aalen              | Frankfurter Volksbank Stadion | 24 de septiembre | 14:00 |
| Hallescher FC        | 2 - 0 | Sportfreunde Lotte | Erdgas Sportpark              | 24 de septiembre | 14:00 |
| Sonnenhof Großaspach | 2 - 3 | Fortuna Colonia    | Mechatronik Arena             | 24 de septiembre | 14:00 |
| Jahn Regensburg      | 3 - 0 | Paderborn 07       | Continental Arena             | 24 de septiembre | 14:00 |
| Rot-Weiß Erfurt      | 0 - 1 | Duisburgo          | Steigerwaldstadion            | 25 de septiembre | 14:00 |
| Wehen Wiesbaden      | 0 - 3 | Magdeburgo         | BRITA-Arena                   | 25 de septiembre | 14:00 |
| Hansa Rostock        | 5 - 0 | Zwickau            | Ostseestadion                 | 25 de septiembre | 14:00 |

| Paderborn 07       | 0 - 3 | Hansa Rostock        | Benteler-Arena            | 30 de septiembre | 19:00 |
| Zwickau            | 0 - 2 | Sonnenhof Großaspach | Stadion Zwickau           | 30 de septiembre | 20:30 |
| Fortuna Colonia    | 1 - 1 | Hallescher FC        | Südstadion                | 1 de octubre     | 14:00 |
| Sportfreunde Lotte | 0 - 1 | FSV Frankfurt        | FRIMO Stadion             | 1 de octubre     | 14:00 |
| Aalen              | 1 - 0 | Preußen Münster      | Scholz-Arena              | 1 de octubre     | 14:00 |
| Werder Bremen II   | 0 - 1 | Wehen Wiesbaden      | Weserstadion Platz 11     | 1 de octubre     | 14:00 |
| Magdeburgo         | 1 - 0 | Holstein Kiel        | MDCC-Arena                | 1 de octubre     | 14:00 |
| Duisburgo          | 1 - 0 | Chemnitzer FC        | Schauinsland-Reisen-Arena | 1 de octubre     | 14:00 |
| Osnabrück          | 1 - 2 | Jahn Regensburg      | Osnatel-Arena             | 1 de octubre     | 14:00 |
| Maguncia 05 II     | 1 - 1 | Rot-Weiß Erfurt      | Bruchwegstadion           | 2 de octubre     | 14:00 |

| Sonnenhof Großaspach | 2 - 3 | Paderborn 07       | Mechatronik Arena             | 14 de octubre | 19:00 |
| Preußen Münster      | 2 - 2 | Wehen Wiesbaden    | Preußenstadion                | 15 de octubre | 14:00 |
| Rot-Weiß Erfurt      | 1 - 0 | Magdeburgo         | Steigerwaldstadion            | 15 de octubre | 14:00 |
| Holstein Kiel        | 3 - 1 | Werder Bremen II   | Holstein-Stadion              | 15 de octubre | 14:00 |
| Aalen                | 1 - 1 | Sportfreunde Lotte | Scholz-Arena                  | 15 de octubre | 14:00 |
| Hallescher FC        | 3 - 2 | Zwickau            | Erdgas Sportpark              | 15 de octubre | 14:00 |
| Hansa Rostock        | 1 - 2 | Osnabrück          | Ostseestadion                 | 15 de octubre | 14:00 |
| Jahn Regensburg      | 1 - 2 | Duisburgo          | Continental Arena             | 15 de octubre | 14:00 |
| Chemnitzer FC        | 4 - 1 | Maguncia 05 II     | community4you ARENA           | 16 de octubre | 14:00 |
| FSV Frankfurt        | 6 - 0 | Fortuna Colonia    | Frankfurter Volksbank Stadion | 16 de octubre | 14:00 |

| Paderborn 07       | 0 - 0 | Hallescher FC        | Benteler-Arena            | 22 de octubre | 14:00 |
| Zwickau            | 1 - 1 | FSV Frankfurt        | Stadion Zwickau           | 22 de octubre | 14:00 |
| Fortuna Colonia    | 0 - 2 | Aalen                | Südstadion                | 22 de octubre | 14:00 |
| Sportfreunde Lotte | 1 - 0 | Preußen Münster      | FRIMO Stadion             | 22 de octubre | 14:00 |
| Wehen Wiesbaden    | 0 - 0 | Holstein Kiel        | BRITA-Arena               | 22 de octubre | 14:00 |
| Magdeburgo         | 2 - 4 | Chemnitzer FC        | MDCC-Arena                | 22 de octubre | 14:00 |
| Duisburgo          | 0 - 1 | Hansa Rostock        | Schauinsland-Reisen-Arena | 22 de octubre | 14:00 |
| Osnabrück          | 1 - 0 | Sonnenhof Großaspach | Osnatel-Arena             | 22 de octubre | 14:00 |
| Werder Bremen II   | 1 - 0 | Rot-Weiß Erfurt      | Weserstadion Platz 11     | 23 de octubre | 14:00 |
| Mainz 05 II        | 2 - 0 | Jahn Regensburg      | Bruchwegstadion           | 23 de octubre | 14:00 |

| Aalen                | 0 - 1 | Zwickau          | Scholz-Arena                  | 28 de octubre | 19:00 |
| Preußen Münster      | 1 - 1 | Holstein Kiel    | Preußenstadion                | 29 de octubre | 14:00 |
| Chemnitzer FC        | 1 - 1 | Werder Bremen II | community4you ARENA           | 29 de octubre | 14:00 |
| Rot-Weiß Erfurt      | 1 - 0 | Wehen Wiesbaden  | Steigerwaldstadion            | 29 de octubre | 14:00 |
| Sportfreunde Lotte   | 0 - 1 | Fortuna Colonia  | FRIMO Stadion                 | 29 de octubre | 14:00 |
| FSV Frankfurt        | 3 - 0 | Paderborn 07     | Frankfurter Volksbank Stadion | 29 de octubre | 14:00 |
| Hallescher FC        | 1 - 0 | Osnabrück        | Erdgas Sportpark              | 29 de octubre | 14:00 |
| Sonnenhof Großaspach | 0 - 0 | Duisburgo        | Mechatronik Arena             | 29 de octubre | 14:00 |
| Hansa Rostock        | 1 - 1 | Maguncia 05 II   | Ostseestadion                 | 29 de octubre | 14:00 |
| Jahn Regensburg      | 1 - 1 | Magdeburgo       | Continental Arena             | 29 de octubre | 14:00 |

| Paderborn 07     | 0 - 0 | Aalen                | Benteler-Arena            | 5 de noviembre | 14:00 |
| Zwickau          | 1 - 1 | Sportfreunde Lotte   | Stadion Zwickau           | 5 de noviembre | 14:00 |
| Fortuna Colonia  | 0 - 1 | Preußen Münster      | Südstadion                | 5 de noviembre | 14:00 |
| Holstein Kiel    | 0 - 0 | Rot-Weiß Erfurt      | Holstein-Stadion          | 5 de noviembre | 14:00 |
| Wehen Wiesbaden  | 0 - 3 | Chemnitzer FC        | BRITA-Arena               | 5 de noviembre | 14:00 |
| Werder Bremen II | 3 - 1 | Jahn Regensburg      | Weserstadion Platz 11     | 5 de noviembre | 14:00 |
| Magdeburgo       | 1 - 1 | Hansa Rostock        | MDCC-Arena                | 5 de noviembre | 14:00 |
| Maguncia 05 II   | 0 - 2 | Sonnenhof Großaspach | Bruchwegstadion           | 5 de noviembre | 14:00 |
| Duisburgo        | 0 - 0 | Hallescher FC        | Schauinsland-Reisen-Arena | 5 de noviembre | 14:00 |
| Osnabrück        | 1 - 1 | FSV Frankfurt        | Osnatel-Arena             | 5 de noviembre | 14:00 |

| Preußen Münster      | 4 - 0 | Rot-Weiß Erfurt  | Preußenstadion                | 18 de noviembre | 19:00 |
| Fortuna Colonia      | 2 - 1 | Zwickau          | Südstadion                    | 18 de noviembre | 19:00 |
| Aalen                | 1 - 1 | Osnabrück        | Scholz-Arena                  | 18 de noviembre | 19:00 |
| Chemnitzer FC        | 2 - 2 | Holstein Kiel    | community4you ARENA           | 19 de noviembre | 14:00 |
| Sportfreunde Lotte   | 6 - 0 | Paderborn 07     | FRIMO Stadion                 | 19 de noviembre | 14:00 |
| FSV Frankfurt        | 0 - 0 | Duisburgo        | Frankfurter Volksbank Stadion | 19 de noviembre | 14:00 |
| Hallescher FC        | 2 - 0 | Maguncia 05 II   | Erdgas Sportpark              | 19 de noviembre | 14:00 |
| Sonnenhof Großaspach | 1 - 3 | Magdeburgo       | Mechatronik Arena             | 19 de noviembre | 14:00 |
| Hansa Rostock        | 1 - 1 | Werder Bremen II | Ostseestadion                 | 19 de noviembre | 14:00 |
| Jahn Regensburg      | 3 - 1 | Wehen Wiesbaden  | Continental Arena             | 19 de noviembre | 14:00 |

| Wehen Wiesbaden  | 1 - 1 | Hansa Rostock        | BRITA-Arena               | 25 de noviembre | 19:00 |
| Paderborn 07     | 1 - 1 | Fortuna Colonia      | Benteler-Arena            | 26 de noviembre | 14:00 |
| Rot-Weiß Erfurt  | 1 - 2 | Chemnitzer FC        | Steigerwaldstadion        | 26 de noviembre | 14:00 |
| Holstein Kiel    | 2 - 1 | Jahn Regensburg      | Holstein-Stadion          | 26 de noviembre | 14:00 |
| Werder Bremen II | 1 - 0 | Sonnenhof Großaspach | Weserstadion Platz 11     | 26 de noviembre | 14:00 |
| Magdeburgo       | 1 - 0 | Hallescher FC        | MDCC-Arena                | 26 de noviembre | 14:00 |
| Duisburgo        | 2 - 2 | Aalen                | Schauinsland-Reisen-Arena | 26 de noviembre | 14:00 |
| Osnabrück        | 3 - 0 | Sportfreunde Lotte   | Osnatel-Arena             | 26 de noviembre | 14:00 |
| Zwickau          | 0 - 1 | Preußen Münster      | Stadion Zwickau           | 27 de noviembre | 14:00 |
| Mainz 05 II      | 1 - 0 | FSV Frankfurt        | Bruchwegstadion           | 27 de noviembre | 14:00 |

| Jahn Regensburg      | 0 - 1 | Rot-Weiß Erfurt  | Continental Arena             | 2 de diciembre | 18:30 |
| Sonnenhof Großaspach | 2 - 1 | Wehen Wiesbaden  | Mechatronik Arena             | 2 de diciembre | 19:00 |
| Preußen Münster      | 1 - 0 | Chemnitzer FC    | Preußenstadion                | 2 de diciembre | 19:00 |
| Hallescher FC        | 2 - 0 | Werder Bremen II | Erdgas Sportpark              | 3 de diciembre | 14:00 |
| Hansa Rostock        | 1 - 4 | Holstein Kiel    | Ostseestadion                 | 3 de diciembre | 14:00 |
| Zwickau              | 3 - 0 | Paderborn 07     | Stadion Zwickau               | 3 de diciembre | 14:00 |
| Fortuna Colonia      | 1 - 1 | Osnabrück        | Südstadion                    | 3 de diciembre | 14:00 |
| Aalen                | 0 - 0 | Maguncia 05 II   | Scholz-Arena                  | 3 de diciembre | 14:00 |
| Sportfreunde Lotte   | 0 - 2 | Duisburgo        | FRIMO Stadion                 | 4 de diciembre | 14:00 |
| FSV Frankfurt        | 0 - 1 | Magdeburgo       | Frankfurter Volksbank Stadion | 4 de diciembre | 14:00 |

| Preußen Münster  | 0 - 1 | Paderborn 07         | Preußenstadion            | 10 de diciembre | 14:00 |
| Chemnitzer FC    | 0 - 3 | Jahn Regensburg      | community4you ARENA       | 10 de diciembre | 14:00 |
| Rot-Weiß Erfurt  | 1 - 2 | Hansa Rostock        | Steigerwaldstadion        | 10 de diciembre | 14:00 |
| Holstein Kiel    | 1 - 2 | Sonnenhof Großaspach | Holstein-Stadion          | 10 de diciembre | 14:00 |
| Wehen Wiesbaden  | 1 - 1 | Hallescher FC        | BRITA-Arena               | 10 de diciembre | 14:00 |
| Werder Bremen II | 0 - 0 | FSV Frankfurt        | Weserstadion Platz 11     | 10 de diciembre | 14:00 |
| Magdeburgo       | 3 - 0 | Aalen                | MDCC-Arena                | 10 de diciembre | 14:00 |
| Duisburgo        | 2 - 0 | Fortuna Colonia      | Schauinsland-Reisen-Arena | 10 de diciembre | 14:00 |
| Osnabrück        | 1 - 0 | Zwickau              | Osnatel-Arena             | 10 de diciembre | 14:00 |
| Maguncia 05 II   | 0 - 2 | Sportfreunde Lotte   | Bruchwegstadion           | 11 de diciembre | 14:00 |

| Sonnenhof Großaspach | 2 - 1 | Rot-Weiß Erfurt  | Mechatronik Arena             | 16 de diciembre | 19:00 |
| Paderborn 07         | 3 - 1 | Osnabrück        | Benteler-Arena                | 17 de diciembre | 14:00 |
| Fortuna Colonia      | 1 - 0 | Maguncia 05 II   | Südstadion                    | 17 de diciembre | 14:00 |
| Sportfreunde Lotte   | 1 - 3 | Magdeburgo       | FRIMO Stadion                 | 17 de diciembre | 14:00 |
| Aalen                | 3 - 0 | Werder Bremen II | Scholz-Arena                  | 17 de diciembre | 14:00 |
| FSV Frankfurt        | 3 - 1 | Wehen Wiesbaden  | Frankfurter Volksbank Stadion | 17 de diciembre | 14:00 |
| Hallescher FC        | 0 - 0 | Holstein Kiel    | Erdgas Sportpark              | 17 de diciembre | 14:00 |
| Hansa Rostock        | 1 - 3 | Chemnitzer FC    | Ostseestadion                 | 17 de diciembre | 14:00 |
| Jahn Regensburg      | 3 - 1 | Preußen Münster  | Continental Arena             | 17 de diciembre | 14:00 |
| Zwickau              | 1 - 1 | Duisburgo        | Stadion Zwickau               | 18 de diciembre | 14:00 |

### Segunda vuelta
| Osnabrück            | 3 - 0 | Preußen Münster  | Osnatel-Arena                 | 28 de enero | 14:00 |
| Sonnenhof Großaspach | 2 - 2 | Chemnitzer FC    | Mechatronik Arena             | 28 de enero | 14:00 |
| Hallescher FC        | 1 - 0 | Rot-Weiß Erfurt  | Erdgas Sportpark              | 28 de enero | 14:00 |
| FSV Frankfurt        | 0 - 0 | Holstein Kiel    | Frankfurter Volksbank Stadion | 28 de enero | 14:00 |
| Aalen                | 1 - 1 | Wehen Wiesbaden  | Scholz-Arena                  | 28 de enero | 14:00 |
| Sportfreunde Lotte   | 1 - 2 | Werder Bremen II | FRIMO Stadion                 | 28 de enero | 14:00 |
| Fortuna Colonia      | 2 - 1 | Magdeburgo       | Südstadion                    | 28 de enero | 14:00 |
| Zwickau              | 1 - 0 | Maguncia 05 II   | Stadion Zwickau               | 28 de enero | 14:00 |
| Paderborn 07         | 0 - 1 | Duisburgo        | Benteler-Arena                | 28 de enero | 14:00 |
| Hansa Rostock        | 0 - 0 | Jahn Regensburg  | Ostseestadion                 | 28 de enero | 14:00 |

| Maguncia 05 II   | 0 - 1 | Paderborn 07         | Bruchwegstadion           | 4 de febrero | 14:00 |
| Wehen Wiesbaden  | 0 - 3 | Sportfreunde Lotte   | BRITA-Arena               | 4 de febrero | 14:00 |
| Holstein Kiel    | 2 - 2 | Aalen                | Holstein-Stadion          | 4 de febrero | 14:00 |
| Rot-Weiß Erfurt  | 1 - 0 | FSV Frankfurt        | Steigerwaldstadion        | 4 de febrero | 14:00 |
| Chemnitzer FC    | 1 - 1 | Hallescher FC        | community4you ARENA       | 4 de febrero | 14:00 |
| Jahn Regensburg  | 1 - 1 | Sonnenhof Großaspach | Continental Arena         | 4 de febrero | 14:00 |
| Duisburgo        | 2 - 2 | Osnabrück            | Schauinsland-Reisen-Arena | 4 de febrero | 14:00 |
| Magdeburgo       | 1 - 1 | Zwickau              | MDCC-Arena                | 5 de febrero | 14:00 |
| Werder Bremen II | 1 - 1 | Fortuna Colonia      | Weserstadion Platz 11     | 5 de febrero | 14:00 |
| Preußen Münster  | 3 - 1 | Hansa Rostock        | Preußenstadion            | 5 de febrero | 14:00 |

| Aalen                | 1 - 1 | Rot-Weiß Erfurt  | Scholz-Arena                  | 10 de febrero | 19:00 |
| Osnabrück            | 1 - 2 | Mainz 05 II      | Osnatel-Arena                 | 10 de febrero | 19:00 |
| FSV Frankfurt        | 0 - 3 | Chemnitzer FC    | Frankfurter Volksbank Stadion | 11 de febrero | 14:00 |
| Fortuna Colonia      | 0 - 0 | Wehen Wiesbaden  | Südstadion                    | 11 de febrero | 14:00 |
| Zwickau              | 2 - 1 | Werder Bremen II | Stadion Zwickau               | 11 de febrero | 14:00 |
| Paderborn 07         | 1 - 1 | Magdeburgo       | Benteler-Arena                | 11 de febrero | 14:00 |
| Sonnenhof Großaspach | 1 - 1 | Hansa Rostock    | Mechatronik Arena             | 11 de febrero | 14:00 |
| Hallescher FC        | 1 - 1 | Jahn Regensburg  | Erdgas Sportpark              | 11 de febrero | 14:00 |
| Duisburgo            | 3 - 2 | Preußen Münster  | Schauinsland-Reisen-Arena     | 12 de febrero | 14:00 |
| Sportfreunde Lotte   | 0 - 0 | Holstein Kiel    | FRIMO Stadion                 | 28 de marzo   | 18:00 |

| Maguncia 05 II   | 0 - 2 | Duisburgo            | Bruchwegstadion       | 17 de febrero | 19:00 |
| Werder Bremen II | 1 - 0 | Paderborn 07         | Weserstadion Platz 11 | 18 de febrero | 14:00 |
| Wehen Wiesbaden  | 3 - 0 | Zwickau              | BRITA-Arena           | 18 de febrero | 14:00 |
| Holstein Kiel    | 5 - 1 | Fortuna Colonia      | Holstein-Stadion      | 18 de febrero | 14:00 |
| Rot-Weiß Erfurt  | 0 - 3 | Sportfreunde Lotte   | Steigerwaldstadion    | 18 de febrero | 14:00 |
| Chemnitzer FC    | 0 - 1 | Aalen                | community4you ARENA   | 18 de febrero | 14:00 |
| Jahn Regensburg  | 2 - 1 | FSV Frankfurt        | Continental Arena     | 18 de febrero | 14:00 |
| Preußen Münster  | 3 - 0 | Sonnenhof Großaspach | Preußenstadion        | 18 de febrero | 14:00 |
| Magdeburgo       | 3 - 0 | Osnabrück            | MDCC-Arena            | 18 de febrero | 14:00 |
| Hansa Rostock    | 1 - 0 | Hallescher FC        | Ostseestadion         | 19 de febrero | 14:00 |

| Duisburgo          | 0 - 0 | Magdeburgo           | Schauinsland-Reisen-Arena     | 24 de febrero | 18:30 |
| Paderborn 07       | 0 - 1 | Wehen Wiesbaden      | Benteler-Arena                | 24 de febrero | 19:00 |
| Osnabrück          | 0 - 1 | Werder Bremen II     | Osnatel-Arena                 | 24 de febrero | 19:00 |
| Mainz 05 II        | 3 - 1 | Preußen Münster      | Bruchwegstadion               | 25 de febrero | 14:00 |
| Fortuna Colonia    | 0 - 1 | Rot-Weiß Erfurt      | Südstadion                    | 25 de febrero | 14:00 |
| Hallescher FC      | 0 - 1 | Sonnenhof Großaspach | Erdgas Sportpark              | 25 de febrero | 14:00 |
| FSV Frankfurt      | 0 - 0 | Hansa Rostock        | Frankfurter Volksbank Stadion | 25 de febrero | 14:00 |
| Aalen              | 1 - 2 | Jahn Regensburg      | Scholz-Arena                  | 25 de febrero | 14:00 |
| Zwickau            | 1 - 0 | Holstein Kiel        | Stadion Zwickau               | 26 de febrero | 14:00 |
| Sportfreunde Lotte | 3 - 0 | Chemnitzer FC        | FRIMO Stadion                 | 8 de marzo    | 20:00 |

| Chemnitzer FC        | 3 - 1 | Fortuna Colonia    | community4you ARENA   | 3 de marzo | 19:00 |
| Holstein Kiel        | 2 - 1 | Paderborn 07       | Holstein-Stadion      | 4 de marzo | 14:00 |
| Rot-Weiß Erfurt      | 1 - 3 | Zwickau            | Steigerwaldstadion    | 4 de marzo | 14:00 |
| Jahn Regensburg      | 2 - 0 | Sportfreunde Lotte | Continental Arena     | 4 de marzo | 14:00 |
| Hansa Rostock        | 1 - 1 | Aalen              | Ostseestadion         | 4 de marzo | 14:00 |
| Sonnenhof Großaspach | 3 - 1 | FSV Frankfurt      | Mechatronik Arena     | 4 de marzo | 14:00 |
| Preußen Münster      | 1 - 1 | Hallescher FC      | Preußenstadion        | 4 de marzo | 14:00 |
| Magdeburgo           | 1 - 2 | Mainz 05 II        | MDCC-Arena            | 4 de marzo | 14:00 |
| Wehen Wiesbaden      | 2 - 1 | Osnabrück          | BRITA-Arena           | 4 de marzo | 14:00 |
| Werder Bremen II     | 0 - 0 | Duisburgo          | Weserstadion Platz 11 | 6 de marzo | 14:00 |

| Magdeburgo         | 1 - 0 | Preußen Münster      | MDCC-Arena                    | 10 de marzo | 18:30 |
| Osnabrück          | 2 - 1 | Holstein Kiel        | Osnatel-Arena                 | 10 de marzo | 19:00 |
| Paderborn 07       | 0 - 1 | Rot-Weiß Erfurt      | Benteler-Arena                | 11 de marzo | 14:00 |
| Duisburgo          | 0 - 1 | Wehen Wiesbaden      | Schauinsland-Reisen-Arena     | 11 de marzo | 14:00 |
| Maguncia 05 II     | 0 - 1 | Werder Bremen II     | Bruchwegstadion               | 11 de marzo | 14:00 |
| FSV Frankfurt      | 0 - 1 | Hallescher FC        | Frankfurter Volksbank Stadion | 11 de marzo | 14:00 |
| Aalen              | 2 - 0 | Sonnenhof Großaspach | Scholz-Arena                  | 11 de marzo | 14:00 |
| Sportfreunde Lotte | 2 - 0 | Hansa Rostock        | FRIMO Stadion                 | 11 de marzo | 14:00 |
| Fortuna Colonia    | 2 - 2 | Jahn Regensburg      | Südstadion                    | 11 de marzo | 14:00 |
| Zwickau            | 1 - 0 | Chemnitzer FC        | Stadion Zwickau               | 12 de marzo | 14:00 |

| Werder Bremen II     | 0 - 1 | Magdeburgo         | Weserstadion Platz 11 | 14 de marzo | 18:00 |
| Hallescher FC        | 1 - 4 | Aalen              | Erdgas Sportpark      | 14 de marzo | 19:00 |
| Preußen Münster      | 2 - 1 | FSV Frankfurt      | Preußenstadion        | 14 de marzo | 19:00 |
| Holstein Kiel        | 2 - 0 | Duisburgo          | Holstein-Stadion      | 14 de marzo | 19:00 |
| Rot-Weiß Erfurt      | 1 - 0 | Osnabrück          | Steigerwaldstadion    | 14 de marzo | 19:00 |
| Chemnitzer FC        | 2 - 1 | Paderborn 07       | community4you ARENA   | 15 de marzo | 19:00 |
| Jahn Regensburg      | 1 - 2 | Zwickau            | Continental Arena     | 15 de marzo | 19:00 |
| Hansa Rostock        | 1 - 1 | Fortuna Colonia    | Ostseestadion         | 15 de marzo | 19:00 |
| Wehen Wiesbaden      | 0 - 2 | Mainz 05 II        | BRITA-Arena           | 15 de marzo | 19:00 |
| Sonnenhof Großaspach | 2 - 0 | Sportfreunde Lotte | Mechatronik Arena     | 22 de marzo | 19:00 |

| Werder Bremen II   | 0 - 1 | Preußen Münster      | Weserstadion Platz 11     | 17 de marzo | 19:00 |
| Osnabrück          | 3 - 0 | Chemnitzer FC        | Osnatel-Arena             | 18 de marzo | 14:00 |
| Duisburgo          | 3 - 2 | Rot-Weiß Erfurt      | Schauinsland-Reisen-Arena | 18 de marzo | 14:00 |
| Maguncia 05 II     | 0 - 3 | Holstein Kiel        | Bruchwegstadion           | 18 de marzo | 14:00 |
| Aalen              | 2 - 0 | FSV Frankfurt        | Scholz-Arena              | 18 de marzo | 14:00 |
| Fortuna Colonia    | 2 - 0 | Sonnenhof Großaspach | Südstadion                | 18 de marzo | 14:00 |
| Paderborn 07       | 0 - 2 | Jahn Regensburg      | Benteler-Arena            | 18 de marzo | 14:00 |
| Magdeburgo         | 0 - 0 | Wehen Wiesbaden      | MDCC-Arena                | 19 de marzo | 14:00 |
| Sportfreunde Lotte | 0 - 0 | Hallescher FC        | FRIMO Stadion             | 19 de marzo | 14:00 |
| Zwickau            | 2 - 2 | Hansa Rostock        | Stadion Zwickau           | 20 de marzo | 20:30 |

| Hansa Rostock        | 1 - 1 | Paderborn 07       | Ostseestadion                 | 25 de marzo | 14:00 |
| Sonnenhof Großaspach | 1 - 2 | Zwickau            | Mechatronik Arena             | 25 de marzo | 14:00 |
| Hallescher FC        | 0 - 0 | Fortuna Colonia    | Erdgas Sportpark              | 25 de marzo | 14:00 |
| FSV Frankfurt        | 2 - 0 | Sportfreunde Lotte | Frankfurter Volksbank Stadion | 25 de marzo | 14:00 |
| Preußen Münster      | 2 - 1 | Aalen              | Preußenstadion                | 25 de marzo | 14:00 |
| Holstein Kiel        | 1 - 1 | Magdeburgo         | Holstein-Stadion              | 25 de marzo | 14:00 |
| Rot-Weiß Erfurt      | 0 - 0 | Maguncia 05 II     | Steigerwaldstadion            | 25 de marzo | 14:00 |
| Chemnitzer FC        | 2 - 3 | Duisburgo          | community4you ARENA           | 25 de marzo | 14:00 |
| Jahn Regensburg      | 1 - 2 | Osnabrück          | Continental Arena             | 25 de marzo | 14:00 |
| Wehen Wiesbaden      | 2 - 0 | Werder Bremen II   | BRITA-Arena                   | 19 de abril | 19:00 |

| Maguncia 05 II     | 0 - 1 | Chemnitzer FC        | Bruchwegstadion           | 31 de marzo | 18:30 |
| Magdeburgo         | 2 - 0 | Rot-Weiß Erfurt      | MDCC-Arena                | 1 de abril  | 14:00 |
| Werder Bremen II   | 0 - 2 | Holstein Kiel        | Weserstadion Platz 11     | 1 de abril  | 14:00 |
| Sportfreunde Lotte | 0 - 2 | Aalen                | FRIMO Stadion             | 1 de abril  | 14:00 |
| Fortuna Colonia    | 0 - 0 | FSV Frankfurt        | Südstadion                | 1 de abril  | 14:00 |
| Paderborn 07       | 1 - 2 | Sonnenhof Großaspach | Benteler-Arena            | 1 de abril  | 14:00 |
| Duisburgo          | 1 - 1 | Jahn Regensburg      | Schauinsland-Reisen-Arena | 1 de abril  | 14:00 |
| Wehen Wiesbaden    | 1 - 0 | Preußen Münster      | BRITA-Arena               | 2 de abril  | 14:00 |
| Zwickau            | 2 - 0 | Hallescher FC        | Stadion Zwickau           | 2 de abril  | 14:00 |
| Osnabrück          | 2 - 1 | Hansa Rostock        | Osnatel-Arena             | 2 de abril  | 14:00 |

| Aalen                | 3 - 0 | Fortuna Colonia    | Scholz-Arena                  | 4 de abril | 19:00 |
| Rot-Weiß Erfurt      | 1 - 1 | Werder Bremen II   | Steigerwaldstadion            | 4 de abril | 19:00 |
| Jahn Regensburg      | 2 - 1 | Maguncia 05 II     | Continental Arena             | 4 de abril | 19:00 |
| Chemnitzer FC        | 1 - 1 | Magdeburgo         | community4you ARENA           | 4 de abril | 20:30 |
| FSV Frankfurt        | 0 - 1 | Zwickau            | Frankfurter Volksbank Stadion | 5 de abril | 18:00 |
| Hallescher FC        | 1 - 1 | Paderborn 07       | Erdgas Sportpark              | 5 de abril | 19:00 |
| Preußen Münster      | 1 - 0 | Sportfreunde Lotte | Preußenstadion                | 5 de abril | 19:00 |
| Holstein Kiel        | 3 - 0 | Wehen Wiesbaden    | Holstein-Stadion              | 5 de abril | 19:00 |
| Hansa Rostock        | 1 - 0 | Duisburgo          | Ostseestadion                 | 5 de abril | 19:00 |
| Sonnenhof Großaspach | 1 - 0 | Osnabrück          | Mechatronik Arena             | 5 de abril | 19:00 |

| Werder Bremen II | 0 - 0 | Chemnitzer FC        | Weserstadion Platz 11     | 8 de abril | 14:00 |
| Wehen Wiesbaden  | 0 - 0 | Rot-Weiß Erfurt      | BRITA-Arena               | 8 de abril | 14:00 |
| Fortuna Colonia  | 3 - 0 | Sportfreunde Lotte   | Südstadion                | 8 de abril | 14:00 |
| Zwickau          | 2 - 1 | Aalen                | Stadion Zwickau           | 8 de abril | 14:00 |
| Paderborn 07     | 3 - 0 | FSV Frankfurt        | Benteler-Arena            | 8 de abril | 14:00 |
| Osnabrück        | 1 - 2 | Hallescher FC        | Osnatel-Arena             | 8 de abril | 14:00 |
| Duisburgo        | 2 - 1 | Sonnenhof Großaspach | Schauinsland-Reisen-Arena | 8 de abril | 14:00 |
| Holstein Kiel    | 0 - 0 | Preußen Münster      | Holstein-Stadion          | 9 de abril | 14:00 |
| Maguncia 05 II   | 2 - 4 | Hansa Rostock        | Bruchwegstadion           | 9 de abril | 14:00 |
| Magdeburgo       | 1 - 2 | Jahn Regensburg      | MDCC-Arena                | 9 de abril | 14:00 |

| Aalen                | 4 - 0 | Paderborn 07     | Scholz-Arena                  | 15 de abril | 14:00 |
| Sportfreunde Lotte   | 2 - 1 | Zwickau          | FRIMO Stadion                 | 15 de abril | 14:00 |
| Preußen Münster      | 4 - 2 | Fortuna Colonia  | Preußenstadion                | 15 de abril | 14:00 |
| Rot-Weiß Erfurt      | 1 - 1 | Holstein Kiel    | Steigerwaldstadion            | 15 de abril | 14:00 |
| Chemnitzer FC        | 4 - 2 | Wehen Wiesbaden  | community4you ARENA           | 15 de abril | 14:00 |
| Jahn Regensburg      | 3 - 1 | Werder Bremen II | Continental Arena             | 15 de abril | 14:00 |
| Hansa Rostock        | 1 - 1 | Magdeburgo       | Ostseestadion                 | 15 de abril | 14:00 |
| Sonnenhof Großaspach | 2 - 1 | Maguncia 05 II   | Mechatronik Arena             | 15 de abril | 14:00 |
| Hallescher FC        | 1 - 1 | Duisburgo        | Erdgas Sportpark              | 15 de abril | 14:00 |
| FSV Frankfurt        | 1 - 1 | Osnabrück        | Frankfurter Volksbank Stadion | 16 de abril | 14:00 |

| Holstein Kiel    | 2 - 0 | Chemnitzer FC        | Holstein-Stadion          | 22 de abril | 14:00 |
| Paderborn 07     | 3 - 1 | Sportfreunde Lotte   | Benteler-Arena            | 22 de abril | 14:00 |
| Osnabrück        | 1 - 0 | Aalen                | Osnatel-Arena             | 22 de abril | 14:00 |
| Duisburgo        | 3 - 2 | FSV Frankfurt        | Schauinsland-Reisen-Arena | 22 de abril | 14:00 |
| Mainz 05 II      | 3 - 2 | Hallescher FC        | Bruchwegstadion           | 22 de abril | 14:00 |
| Magdeburgo       | 2 - 1 | Sonnenhof Großaspach | MDCC-Arena                | 22 de abril | 14:00 |
| Werder Bremen II | 0 - 2 | Hansa Rostock        | Weserstadion Platz 11     | 22 de abril | 14:00 |
| Wehen Wiesbaden  | 1 - 1 | Jahn Regensburg      | BRITA-Arena               | 22 de abril | 14:00 |
| Rot-Weiß Erfurt  | 0 - 0 | Preußen Münster      | Steigerwaldstadion        | 23 de abril | 14:00 |
| Zwickau          | 2 - 1 | Fortuna Colonia      | Stadion Zwickau           | 23 de abril | 14:00 |

| Fortuna Colonia      | 0 - 1 | Paderborn 07     | Südstadion                    | 28 de abril | 19:00 |
| Chemnitzer FC        | 1 - 1 | Rot-Weiß Erfurt  | community4you ARENA           | 29 de abril | 14:00 |
| Jahn Regensburg      | 0 - 3 | Holstein Kiel    | Continental Arena             | 29 de abril | 14:00 |
| Hansa Rostock        | 1 - 3 | Wehen Wiesbaden  | Ostseestadion                 | 29 de abril | 14:00 |
| Sonnenhof Großaspach | 0 - 0 | Werder Bremen II | Mechatronik Arena             | 29 de abril | 14:00 |
| Hallescher FC        | 1 - 1 | Magdeburgo       | Erdgas Sportpark              | 29 de abril | 14:00 |
| FSV Frankfurt        | 1 - 2 | Mainz 05 II      | Frankfurter Volksbank Stadion | 29 de abril | 14:00 |
| Aalen                | 2 - 1 | Duisburgo        | Scholz-Arena                  | 29 de abril | 14:00 |
| Sportfreunde Lotte   | 0 - 0 | Osnabrück        | FRIMO Stadion                 | 29 de abril | 14:00 |
| Preußen Münster      | 5 - 1 | Zwickau          | Preußenstadion                | 30 de abril | 14:00 |

| Werder Bremen II | 1 - 1 | Hallescher FC        | Weserstadion Platz 11     | 5 de mayo | 19:00 |
| Rot-Weiß Erfurt  | 1 - 4 | Jahn Regensburg      | Steigerwaldstadion        | 5 de mayo | 19:00 |
| Paderborn 07     | 1 - 1 | Zwickau              | Benteler-Arena            | 6 de mayo | 14:00 |
| Osnabrück        | 1 - 2 | Fortuna Colonia      | Osnatel-Arena             | 6 de mayo | 14:00 |
| Duisburgo        | 1 - 1 | Sportfreunde Lotte   | Schauinsland-Reisen-Arena | 6 de mayo | 14:00 |
| Mainz 05 II      | 2 - 0 | Aalen                | Bruchwegstadion           | 6 de mayo | 14:00 |
| Magdeburgo       | 1 - 1 | FSV Frankfurt        | MDCC-Arena                | 6 de mayo | 14:00 |
| Wehen Wiesbaden  | 0 - 0 | Sonnenhof Großaspach | BRITA-Arena               | 6 de mayo | 14:00 |
| Holstein Kiel    | 2 - 1 | Hansa Rostock        | Holstein-Stadion          | 6 de mayo | 14:00 |
| Chemnitzer FC    | 0 - 3 | Preußen Münster      | community4you ARENA       | 7 de mayo | 14:00 |

| Paderborn 07         | 1 - 0 | Preußen Münster  | Benteler-Arena                | 13 de mayo | 13:30 |
| Jahn Regensburg      | 3 - 2 | Chemnitzer FC    | Continental Arena             | 13 de mayo | 13:30 |
| Hansa Rostock        | 1 - 2 | Rot-Weiß Erfurt  | Ostseestadion                 | 13 de mayo | 13:30 |
| Sonnenhof Großaspach | 0 - 1 | Holstein Kiel    | Mechatronik Arena             | 13 de mayo | 13:30 |
| Hallescher FC        | 0 - 3 | Wehen Wiesbaden  | Erdgas Sportpark              | 13 de mayo | 13:30 |
| FSV Frankfurt        | 0 - 4 | Werder Bremen II | Frankfurter Volksbank Stadion | 13 de mayo | 13:30 |
| Aalen                | 2 - 2 | Magdeburgo       | Scholz-Arena                  | 13 de mayo | 13:30 |
| Sportfreunde Lotte   | 3 - 3 | Maguncia 05 II   | FRIMO Stadion                 | 13 de mayo | 13:30 |
| Fortuna Colonia      | 0 - 3 | Duisburgo        | Südstadion                    | 13 de mayo | 13:30 |
| Zwickau              | 1 - 0 | Osnabrück        | Stadion Zwickau               | 13 de mayo | 13:30 |

| Osnabrück        | 0 - 0 | Paderborn 07         | Osnatel-Arena             | 20 de mayo | 15:30 |
| Duisburgo        | 5 - 1 | Zwickau              | Schauinsland-Reisen-Arena | 20 de mayo | 15:30 |
| Mainz 05 II      | 4 - 0 | Fortuna Colonia      | Bruchwegstadion           | 20 de mayo | 15:30 |
| Magdeburgo       | 2 - 0 | Sportfreunde Lotte   | MDCC-Arena                | 20 de mayo | 15:30 |
| Werder Bremen II | 1 - 0 | Aalen                | Weserstadion Platz 11     | 20 de mayo | 15:30 |
| Wehen Wiesbaden  | 4 - 1 | FSV Frankfurt        | BRITA-Arena               | 20 de mayo | 15:30 |
| Holstein Kiel    | 3 - 0 | Hallescher FC        | Holstein-Stadion          | 20 de mayo | 15:30 |
| Rot-Weiß Erfurt  | 4 - 1 | Sonnenhof Großaspach | Steigerwaldstadion        | 20 de mayo | 15:30 |
| Chemnitzer FC    | 2 - 0 | Hansa Rostock        | community4you ARENA       | 20 de mayo | 15:30 |
| Preußen Münster  | 0 - 1 | Jahn Regensburg      | Preußenstadion            | 20 de mayo | 15:30 |

### Campeón
|                                                   |
|                                                   |
| Duisburgo 1.er título Asciende a la 2. Bundesliga |
| También asciende Holstein Kiel como vicecampeón.  |

## Play-off de ascenso
| 26 de mayo de 2017; 18:00 | Jahn Regensburg | 1:1 (1:0)                     | 1860 Múnich | Continental Arena, Ratisbona                                |                                                             |
|                           | Lais 2'         | DFB Reporte Soccerway Reporte | Neuhaus 78' | Asistencia: 15 224 espectadores Árbitro(s): Patrick Ittrich | Asistencia: 15 224 espectadores Árbitro(s): Patrick Ittrich |

| 30 de mayo de 2017, 18:00 | 1860 Múnich | 0:2 (0:1)                     | Jahn Regensburg      | Allianz Arena, Múnich                                      |                                                            |
|                           |             | DFB Reporte Soccerway Reporte | Pusch 30' · Lais 41' | Asistencia: 62 200 espectadores Árbitro(s): Daniel Siebert | Asistencia: 62 200 espectadores Árbitro(s): Daniel Siebert |

- SSV Jahn Regensburg ganó en el resultado global con un marcador de 3 - 1, por tanto logró el ascenso a la 2. Bundesliga para la siguiente temporada.

## Estadísticas

### Goleadores
| Jugador            | Equipo                  | Goles | Partidos | Media | Penalti |
| ------------------ | ----------------------- | ----- | -------- | ----- | ------- |
| Christian Beck     | 1. FC Magdeburg         | 17    | 36       | 0.47  | 2       |
| Ronny König        | FSV Zwickau             | 15    | 37       | 0.40  | 0       |
| Lucas Röser        | SG Sonnenhof Großaspach | 14    | 34       | 0.41  | 5       |
| Manuel Schäffler   | SV Wehen Wiesbaden      | 14    | 36       | 0.38  | 1       |
| Marco Grüttner     | SSV Jahn Regensburg     | 13    | 36       | 0.36  | 0       |
| Matthias Morys     | VfR Aalen               | 13    | 36       | 0.36  | 0       |
| Hamdi Dahmani      | SC Fortuna Köln         | 13    | 38       | 0.34  | 1       |
| Adriano Grimaldi   | SC Preußen Münster      | 12    | 28       | 0.42  | 0       |
| Anton Fink         | Chemnitzer FC           | 12    | 35       | 0.34  | 3       |
| Kingsley Schindler | Holstein Kiel           | 12    | 35       | 0.34  | 1       |

| Jugador            | Equipo             | Amonestaciones | Partidos |
| ------------------ | ------------------ | -------------- | -------- |
| Klaus Gjasula      | Hallescher FC      | 16             | 30       |
| Liridon Vocaj      | FC Rot-Weiß Erfurt | 16             | 32       |
| Jannis Nikolaou    | FC Rot-Weiß Erfurt | 16             | 34       |
| Davy Frick         | FSV Zwickau        | 15             | 30       |
| Dennis Erdmann     | F.C. Hansa Rostock | 15             | 32       |
| Alexander Langlitz | Sportfreunde Lotte | 14             | 30       |

| Jugador           | Equipo              | Expulsiones | Partidos |
| ----------------- | ------------------- | ----------- | -------- |
| Tim Wendel        | Sportfreunde Lotte  | 3           | 33       |
| Matthias Rahn     | Sportfreunde Lotte  | 3           | 20       |
| Andreas Geipl     | SSV Jahn Regensburg | 2           | 16       |
| Michael Gardawski | F.C. Hansa Rostock  | 2           | 31       |